# Luis López (athlétisme)
Pour les articles homonymes, voir Luis López et López.
Luis Fernando López Erazo, né le 3 juin 1979 à San Juan de Pasto (Nariño), est un athlète colombien, spécialiste de la marche, champion du monde du 20 km à Daegu en 2011.

## Biographie
Son meilleur temps est de 1 h 20 min 3 s, obtenu le 15 août 2009 à Berlin lors des Championnats du monde, en terminant 4e du 20 km marche, après avoir été 9e des Jeux olympiques à Pékin, en 1 h 20 min 59 s (SB).
Il a commencé l'athlétisme en 1992, au sein de la Ligue du Nariño. Il s'engage dans la Police nationale où il obtient un mi-temps, et grâce à son entraîneur, Fernando Rozo, il se consacre à la marche, s'entraînant à Bogotá cinq heures par jour.
Champion de Colombie du 20 km marche entre 2005 et 2009 sans discontinuer, il est médaillé de bronze sur le 20 km marche aux championnats d'Amérique du Sud de Cali en 2005 et remporte la médaille d'or sur le 20 000 m marche à Lima en 2009.
Le 24 août 2011, Il remporte la médaille de bronze aux championnats du monde de Daegu , qui devient le 20 janvier 2015 la médaille d'or après disqualification par leur fédération des deux Russes Valeriy Borchin et Vladimir Kanaykin qui avaient terminé devant lui en Corée du Sud. Il remporte à deux reprises la Coupe panaméricaine de marche, en 2009 et en 2011.

### Palmarès
| Date | Compétition                              | Lieu                 | Résultat | Épreuve         | Performance       |
| ---- | ---------------------------------------- | -------------------- | -------- | --------------- | ----------------- |
| 2005 | Championnats d'Amérique du Sud           | Cali                 | 3e       | 20 000 m marche | 1 h 23 min 43 s 2 |
| 2005 | Championnats du monde                    | Helsinki             | 12e      | 20 km marche    | 1 h 22 min 28 s   |
| 2006 | Jeux d'Amérique centrale et des Caraïbes | Carthagène des Indes | 1er      | 20 km marche    | 1 h 24 min 20 s   |
| 2008 | Jeux olympiques                          | Pékin                | 9e       | 20 km marche    | 1 h 20 min 59 s   |
| 2009 | Championnats d'Amérique du Sud           | Lima                 | 1er      | 20 000 m marche | 1 h 20 min 53 s 6 |
| 2009 | Championnats du monde                    | Berlin               | 4e       | 20 km marche    | 1 h 20 min 03 s   |
| 2010 | Jeux d'Amérique centrale et des Caraïbes | Mayagüez             | 2e       | 20 km marche    | 1 h 22 min 55 s   |
| 2011 | Championnats du monde                    | Daegu                | 1er      | 20 km marche    | 1 h 20 min 38 s   |
| 2011 | Jeux panaméricains                       | Guadalajara          | 3e       | 20 km marche    | 1 h 22 min 51 s   |